# Myrtle Lind
Myrtle Lind foi uma atriz de cinema estadunidense na era do cinema mudo, que atuou em 30 filmes entre 1916 e 1922. Myrtle foi uma das Sennett Bathing Beauties.

## Biografia
Myrtle foi uma das Sennett Bathing Beauties, e seu primeiro filme foi a comédia Western curta-metragem His Hereafter, em 1916, pela Keystone Film Company. Continuou com a Keystone, nessas comédias curta-metragens, ao longo de 1916 e 1917, e pelo King Bee Studios, a partir de 1918, algumas vezes trabalhou ao lado de Oliver Hardy, como em Playmates (1918) e The Straight and Narrow (1918). Atuou também pela Triangle Film Corporation, como no filme Nancy Comes Home (1918), ao lado de John Gilbert, e pela Mack Sennett Comedies, em Her First Mistake (1918) e Yankee Doodle in Berlin (1919), entre outros.
Lind anunciou sua aposentadoria da tela a fim de se casar, em 1920, mas tentaria voltar, e em 1921 atuaria no seriado Winners of the West (1921), pela Universal Pictures, ao lado de Art Acord. Em 1922 fez seu último filme, Forget Me Not (1922), pela Louis Burston Productions.

## Vida pessoal
De acordo com o Boston Post de 12 de junho de 1920, Myrtle ficou noiva de Frank A. Gesell em 1920, e de acordo com a revista Motion Picture World, casou em 25 de fevereiro de 1920.
De acordo com a revista Photoplay de julho/ dezembro de 1920, Myrtle casou com Gesell em Los Angeles e anunciou que sairia, assim, do meio cinematográfico.
De acordo com o livro Mack Sennett's Fun Factory (2010), de Brent E. Walker, Myrtle casou-se em fevereiro de 1920 com o corretor Frank A. Gesell e em abril do mesmo ano separou-se, pois descobriu que Frank ainda tinha um relacionamento com sua primeira esposa. Divorciaram-se em novembro de 1922.
Há controvérsias importantes, porém, sobre a sua vida, e Myrtle pode ter se casado pelo menos mais duas vezes, uma delas com William Coleman e outra com Harold S. Stevenson.

## Controvérsias sobre Myrtle Lind
Há imensas controvérsias sobre a data de nascimento e  morte de Myrtle Lind, sobre detalhes de sua vida e casamentos, assim como do local onde faleceu.

### Data e local de nascimento
O IMDB relata como data de seu nascimento 9 de novembro de 1901, em St. Paul, Minnesota, porém o Fickr refere a existência de seu passaporte, provido de fotografia, sob o nome Myrtle Lind Gesell, onde consta ela ter nascido em Mankato, Minnesota, e com nascimento em 2 de setembro de 1898.
O livro Mack Sennett's Fun Factory (2010), de Brent E. Walker, refere sua cidade natal como Mankato, Minnesota, e como sua data de nascimento 2 de setembro de 1898.

### Nome verdadeiro
Há no Flickr uma informação familiar (de uma neta da atriz) referindo como seu nome verdadeiro Margaret Anderson.
Após casar com Frank A. Gesell, Myrtle adotou o sobrenome Gesell, e após sua separação, parece ter casado com alguém de nome William Coleman, pois o jornal Reno Gazette, de Reno, Nevada, em 12 de julho de 1928, relata um caso judicial de divórcio entre Myrtle Lind Gesell Coleman e William Coleman. O Flickr relata ainda que, em 12 de dezembro de 1923, Myrtle teve uma filha, Jean Coleman (mãe da informante), confirmando o sobrenome.
O jornal Sun Sentinel, de 15 de outubro de 1993, refere-se a ela como Margaret C. Stevenson, com nome de nascimento Myrtle Lind, e relata que Myrtle casou em 1929 com Harold S. Stevenson. O Broward County Marriage Index 1915 – 1937, porém, relata que Harold S. Stevenson casou com Myrtle Margaret Colman (no caso, sem o e) em 1937.
O Censo de 1940 localiza Margaret Stevenson (41 anos) morando com Harold S. Stevenson (47 anos) e uma filha de 16 anos, Jean Stevenson (o que corresponderia em idade com a Jean Coleman relatada no Flickr, nascida em 1923). Estariam morando em Fulton, na Geórgia.

### Data e local da morte
O IMDB refere como data de sua morte 9 de dezembro de 1966, na cidade de Salinas, Califórnia.
O livro Mack Sennett's Fun Factory (2010), de Brent E. Walker, refere como sua data de morte 12 de outubro de 1993, em Broward County, Flórida.
O jornal Sun Sentinel, de 15 de outubro de 1993, relata o óbito de Myrtle Lind sob o nome Margaret C. Stevenson, em 12 de outubro de 1993, em Ft. Lauderdale, Broward, no Broward General Medical Center, aos 95 anos, informando que ela foi enterrada em Gaffney, Carolina do Sul, ao lado de seu marido, Harold S. Stevenson, falecido em 1970.

### Casamentos
O IMDB relata um único casamento de Myrtle, com F. A. Gessell, em 1920.
O livro Mack Sennett's Fun Factory (2010), de Brent E. Walker,  relata que Myrtle Lind se casou em fevereiro de 1920 com o corretor Frank A. Gesell e em abril do mesmo ano separou-se, pois descobriu que Frank ainda tinha um relacionamento com sua primeira esposa. Divorciaram-se em novembro de 1922. O livro de Walker informa também que uma certa Myrtle Lind casou-se com Jean Paul Getty, em San Diego, em 1917, podendo ser uma homônima, sem comprovação documental. O jornal The Morning Herald, da Pensilvânia, de 15 de fevereiro de 1930, informa que a ex-esposa de Frank A. Gesell seria Helen Gessell.
O jornal Reno Gazette, de Reno, Nevada, em 12 de julho de 1928 relata um caso judicial de divórcio entre Myrtle Lind Gesell Coleman e William Coleman. O Flickr relata ainda que, em 12 de dezembro de 1923, Myrtle teve uma filha, Jean Coleman, confirmando o sobrenome.
O jornal Sun Sentinel, de 15 de outubro de 1993, relata que ela teria casado, em 1929, com Harold S. Stevenson, e mudado para Atlanta, e posteriormente para Ft. Lauderdale; Stevenson teria morrido em 1970. Por ocasião de sua morte, Myrtle teria deixado um neto, Steven Harold Frary, em Tamarac, Flórida, que ela adotara 30 anos atrás, quando os pais dele foram mortos. O Broward County Marriage Index 1915 – 1937 comprova parte da informação, ao documentar que Harold S. Stevenson casou com Myrtle Margaret Colman (no caso, sem o e), porém o casamento teria sido em 1937, o que é documentado também pelo Censo de 1940, que localiza Harold S. Stevenson (47 anos) morando com Margaret Stevenson (41 anos) e uma filha de 16 anos, Jean Stevenson (o que corresponderia em idade com a Jean Coleman relatada no Flickr, nascida em 1923). Estariam morando em Fulton, na Geórgia.

### Filmes
O Flickr relata que, em 1922, Myrtle Lind fez parte da equipe que foi ao Tahiti, com o diretor Raoul Walsh, para filmar Lost and Found on a South Sea Island, uma produção da Goldwyn que foi lançada em 1923, porém não há créditos da atriz no filme.
O livro Mack Sennett's Fun Factory (2010), de Brent E. Walker,  relata igualmente que Myrtle Lind teria ido com a equipe de Raoul Walsh para o Tahiti, para a filmagem de Lost and Found on a South Sea Island, pela Goldwyn, em 1923.

## Filmografia parcial
- His Hereafter (1916)
- The Danger Girl (1916)
- Pinched in the Finish (1917)
- A Maiden's Trust (1917)
- Wronged by Mistake (1918)
- Playmates (1918)
- The Straight and Narrow (1918)
- Nancy Comes Home (1918)
- Her First Mistake (1918)
- The Village Chestnut (1918)
- Yankee Doodle in Berlin (1919)
- No Mother to Guide Him (1919)
- Back to the Kitchen (1919)
- A Lady's Tailor (1919)
- Rip & Stitch: Tailors (1919)
- The Unhappy Finish (1921)

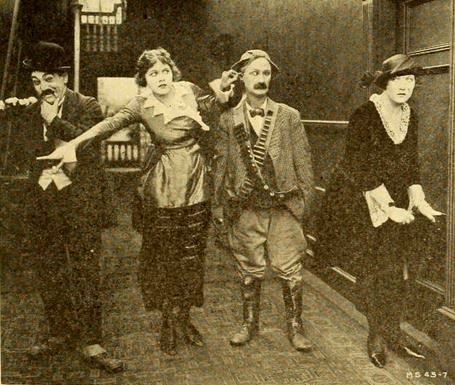
Cena do filme No Mother to Guide Him (1919), com Heinie Conklin, Myrtle Lind, Ben Turpin e uma atriz não identificada.

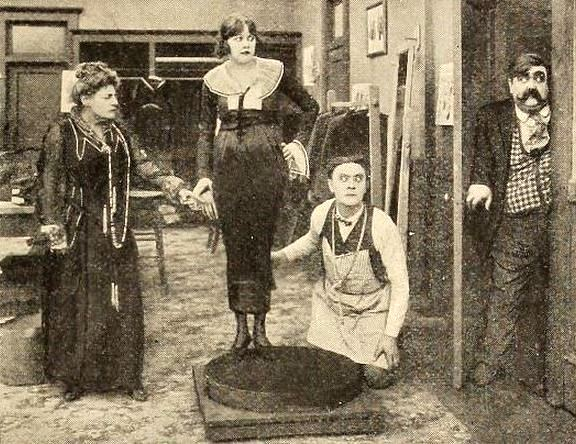
Cena de Rip & Stitch: Tailors (1919), com Alice Davenport, Myrtle Lind, Harry Gribbon e Hughie Mack.

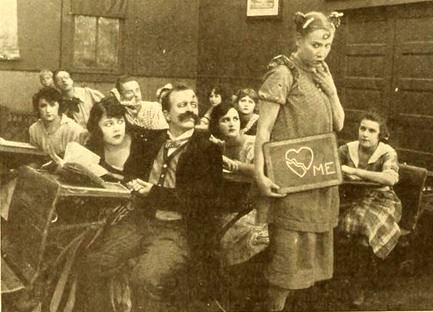
Cena de The Village Chestnut (1918), com (sentados) Myrtle Lind e Chester Conklin e (em pé) Louise Fazenda.

- Winners of the West (seriado, 1921)
- Forget Me Not (1922)